# Campeonato Tocantinense de Futebol de 2021
O Campeonato Tocantinense de Futebol de 2021 foi a 29ª edição da principal competição de futebol do estado do Tocantins. O campeonato teve seu início no dia 20 de fevereiro de 2021, e teve seu termino no dia 30 de dezembro de 2021. Teve como campeão o Tocantinópolis Esporte Clube.

## Regulamento
O Campeonato Tocantinense de Futebol de 2021 é disputado em três fases:
- a) 1ª Fase – 8 equipes jogam entre si, dentro do grupo "A", apenas com jogos de ida
- b) 2ª Fase – Semifinal
- c) 3ª Fase – Final

O Campeonato foidisputado em três fases, sendo a primeira com oito times dentro do grupo “A”, apenas com jogos de ida e somatória de pontos, classificando para segunda fase, dentro as quatro associações que somar o maior número de pontos ao final da primeira fase, totalizando quatro equipes classificadas para disputa da segunda fase.
Já na segunda fase, semifinal, as quatro equipes, classificadas na primeira fase, são distribuídas em dois grupos de duas equipes, conforme tabela, denominados como “B” e “C”, que jogarão entre si em jogos de Ida e Volta conforme tabela, dentro de seus respectivos grupos e somatória de pontos, classificando-se as vencedoras de cada grupo, totalizando duas equipes classificadas para disputarem a fase final.
Na fase final, as equipes vencedoras na fase anterior jogarão entre si em jogos de ida e volta, dentro do grupo "D", havendo empate em pontos e saldo de gols, será dado dois tempos de 15 minutos (prorrogação) e persistindo o empate, a decisão irá para os pênaltis, o campeão disputará a Copa do Brasil de 2022, Série D de 2022 e Copa Verde de 2022. O vice-campeão disputa apenas a Série D de 2022 e Copa Verde de 2022.
A temporada de 2021 não houve rebaixamento. Todos os oito clubes estão aptos a disputar o estadual 2022, e no momento certo informará sobre o acesso das equipes que integram à Segunda Divisão.:

### Critério de desempate
Os critério de desempate foram aplicados na seguinte ordem:
1. Maior número de vitórias
2. Maior saldo de gols
3. Maior número de gols pró (marcados)
4. Confronto direto (somente entre dois clubes)
5. Sorteio

## Equipes participantes

### Promovidos e rebaixados
| Pos. | Rebaixados da Série A de 2020 |
| ---- | ----------------------------- |
| 7º   | Sparta                        |
| 8º   | Atlético Cerrado              |

| Pos. | Promovido da Série B de 2020 |
| ---- | ---------------------------- |
| 1º   | Gurupi                       |
| 2º   | Tocantins de Miracema        |

### Informações das equipes
| Aumento | Equipe promovida da Série B de 2020 |

## Técnicos
| Equipe                | Técnico                                              |
| --------------------- | ---------------------------------------------------- |
| Araguacema            | Célio Ivan (1ª—7ª) Júnior Gomes (8ª—fase final)      |
| Capital FC            | Leandro Mehlich (1ª—4ª) Denir Maurício (5ª—7ª)       |
| Gurupi                | Márcio Parreiras (1ª—3ª) Carlos Magno (4ª—6ª)        |
| Interporto            | Wladimir Araújo (1ª—5ª) Pedro Manta (6ª—fase final)  |
| NC/Paraíso            | Wicelmo Rodrigues (1ª—6ª, primeira fase)             |
| Palmas                | Wilson Gottardo (1ª—3ª) Paulo Caroço (4ª—fase final) |
| Tocantins de Miracema | Leo Goiano (1ª—6ª, primeira fase)                    |
| Tocantinópolis        | Neto Costa (1ª—6ª) Jairo Nascimento (7ª—fase final)  |

## Primeira fase
| Pos | Equipe                | PG | Jogos | Jogos | Jogos | Jogos | Gols | Gols | Gols | Classificação |
| Pos | Equipe                | PG | #     | V     | E     | D     | GP   | GS   | SG   | Classificação |
| --- | --------------------- | -- | ----- | ----- | ----- | ----- | ---- | ---- | ---- | ------------- |
| 1   | Interporto            | 18 | 7     | 6     | 0     | 1     | 16   | 5    | +11  | Segunda Fase  |
| 2   | Tocantinópolis        | 13 | 7     | 4     | 1     | 2     | 15   | 5    | +10  | Segunda Fase  |
| 3   | Palmas                | 13 | 7     | 4     | 1     | 2     | 18   | 10   | +8   | Segunda Fase  |
| 4   | Araguacema            | 13 | 7     | 4     | 1     | 2     | 14   | 13   | +1   | Segunda Fase  |
| 5   | NC/Paraíso            | 9  | 7     | 2     | 3     | 2     | 10   | 10   | 0    | Eliminados    |
| 6   | Tocantins de Miracema | 5  | 6     | 1     | 2     | 3     | 8    | 13   | –5   | Eliminados    |
| 7   | Capital-TO            | 3  | 7     | 0     | 3     | 4     | 3    | 10   | –7   | Eliminados    |
| 8   | Gurupi                | 1  | 6     | 0     | 1     | 5     | 4    | 22   | –18  | Eliminados    |

## Fase final
Em itálico, o time que possui o mando de campo no primeiro jogo do confronto e em negrito o time vencedor do confronto.
|  | Semifinais       | Semifinais     | Semifinais | Semifinais |   |            | Final | Final | Final | Final |
|  |                  |                |            |            |   |            |       |       |       |       |
|  | Interporto       | 1              | 0          | 1 (9)      |   |            |       |       |       |       |
|  | Araguacema (pen) | 1              | 0          | 1 (10)     |   |            |       |       |       |       |
|  | Araguacema (pen) | 1              | 0          | 1 (10)     |   | Araguacema | 0     | 0     | 0     |       |
|  |                  |                |            |            |   | Araguacema | 0     | 0     | 0     |       |
|  |                  | Tocantinópolis | 1          | 1          | 2 |            |       |       |       |       |
|  | Tocantinópolis   | Tocantinópolis | 1          | 1          | 2 | 2          | 3     | 5     |       |       |
|  | Tocantinópolis   |                |            |            |   | 2          | 3     | 5     |       |       |
|  | Palmas           | 1              | 1          | 2          |   |            |       |       |       |       |

## Premiação
| Campeonato Tocantinense de Futebol de 2021 |
| ------------------------------------------ |
| Tocantinópolis                             |
| Tocantinópolis Campeão (4º título)         |

## Classificação final
| Pos | Equipe                | PG | Jogos | Jogos | Jogos | Jogos | Gols | Gols | Gols | Classificação                                                                |
| Pos | Equipe                | PG | #     | V     | E     | D     | GP   | GS   | SG   | Classificação                                                                |
| --- | --------------------- | -- | ----- | ----- | ----- | ----- | ---- | ---- | ---- | ---------------------------------------------------------------------------- |
| 1   | Tocantinópolis        | 25 | 11    | 8     | 1     | 2     | 22   | 7    | +15  | Campeão e classificado à Copa do Brasil 2022, Série D 2022 e Copa Verde 2022 |
| 2   | Araguacema            | 15 | 11    | 4     | 3     | 4     | 15   | 16   | −2   | Vice-campeão                                                                 |
| 3   | Interporto            | 20 | 9     | 6     | 2     | 1     | 17   | 6    | +11  | Eliminados nas Semifinais                                                    |
| 4   | Palmas                | 13 | 9     | 2     | 3     | 4     | 20   | 15   | –3   | Eliminados nas Semifinais                                                    |
| 5   | NC/Paraíso            | 9  | 7     | 2     | 3     | 2     | 10   | 10   | 0    | Eliminados na Primeira Fase                                                  |
| 6   | Tocantins de Miracema | 5  | 6     | 1     | 2     | 3     | 8    | 13   | –5   | Eliminados na Primeira Fase                                                  |
| 7   | Capital-TO            | 3  | 7     | 0     | 3     | 4     | 3    | 10   | –7   | Eliminados na Primeira Fase                                                  |
| 8   | Gurupi                | 1  | 6     | 0     | 1     | 5     | 4    | 22   | –18  | Eliminados na Primeira Fase                                                  |

## Artilharia
Atualizado em 2 de janeiro de 2022
| Gols | Jogador             | Equipe                |
| ---- | ------------------- | --------------------- |
| 9    | Jheimy              | Tocantinópolis        |
| 7    | Rafael Gladiador    | Palmas                |
| 5    | Tozin               | Interporto            |
| 4    | Thiago              | Araguacema            |
| 4    | Lourival            | NC/Paraíso            |
| 2    | Gabriel             | Araguacema            |
| 2    | Matheus             | Araguacema            |
| 2    | Fernando dos Santos | Araguacema            |
| 2    | Murilo              | NC/Paraíso            |
| 2    | Robinho             | NC/Paraíso            |
| 2    | Marquinhos          | Palmas                |
| 2    | Bruninho            | Palmas                |
| 2    | Max                 | Tocantins de Miracema |
| 2    | Maranhão            | Tocantins de Miracema |
| 2    | Neném               | Tocantins de Miracema |
| 2    | Debu                | Tocantinópolis        |
| 2    | Hiltinho            | Tocantinópolis        |
| 1    | Alan                | Araguacema            |
| 1    | Hernandes           | Araguacema            |
| 1    | Wanderson           | Araguacema            |
| 1    | Luan Henrique       | Araguacema            |
| 1    | Paulo Henrique      | Araguacema            |
| 1    | Pepi                | Capital-TO            |
| 1    | Fábio Bahia         | Capital-TO            |
| 1    | Tales               | Capital-TO            |
| 1    | Fred                | Gurupi                |
| 1    | Matheus             | Gurupi                |
| 1    | Vitinho             | Gurupi                |
| 1    | Bruno Cunha         | Gurupi                |
| 1    | Breno               | Interporto            |
| 1    | Douglas Bomba       | Interporto            |
| 1    | Guilherme           | Interporto            |
| 1    | Marquinhos          | Interporto            |
| 1    | Rossini             | Interporto            |
| 1    | Marcos Goiano       | Interporto            |
| 1    | Saullo              | Interporto            |
| 1    | Zé Wilson           | Interporto            |
| 1    | Heitor              | NC/Paraíso            |
| 1    | Thiago Miracema     | NC/Paraíso            |
| 1    | Luis Felipe         | Palmas                |
| 1    | Igor                | Palmas                |
| 1    | Tchô                | Palmas                |
| 1    | Ryan                | Palmas                |
| 1    | Bombado             | Palmas                |
| 1    | Isaac               | Palmas                |
| 1    | Lucas Emanuel       | Palmas                |
| 1    | Marcos Vinícius     | Palmas                |
| 1    | Célio Mata Boi      | Tocantins de Miracema |
| 1    | Edicarlos           | Tocantins de Miracema |
| 1    | Guly                | Tocantinópolis        |
| 1    | Léo Amaral          | Tocantinópolis        |
| 1    | Marinho             | Tocantinópolis        |
| 1    | Tety                | Tocantinópolis        |
| 1    | Hudson              | Tocantinópolis        |
| 1    | Bilau               | Tocantinópolis        |
| 1    | Válber              | Tocantinópolis        |
| 1    | Rômulo              | Tocantinópolis        |

| Gols Contra | Jogador | Equipe |
| ----------- | ------- | ------ |
| 1           | Pajé    | Gurupi |